# Pixel Puzzle Collection
Pixel Puzzle Collection, conocido como Picross Puzzle (ピクロジパズル Pikuroji Pazuru?), es un videojuego de lógica para iOS y Android desarrollado y publicado por Konami el 9 de octubre de 2018 en todo el mundo. El juego presenta diversos personajes de las franquicias de Konami, incluyendo personajes de Bomberman, Milon's Secret Castle, Parodius, Gradius, Castlevania, Sunset Riders, entre otras.

## Enlaces Externos
- Página web oficial

- Datos: Q60826050